# Copa UDEAC
La Copa UDEAC (siglas en francés de «Unión Aduanera y Económica de África Central») fue un torneo de fútbol amistoso realizado entre países de África Central entre los años 1984-1990. El torneo se llevó a cabo debido al vigésimo aniversario desde la fundación del organismo. Después de 13 años, los organizadores decidieron realizar la copa nuevamente, pero esta vez bajo el nombre de Copa CEMAC. En la actualidad la copa se realiza anualmente, con los mismos 6 equipos que han jugado la copa desde su nacimiento con la Copa UDEAC.

## Países Participantes
Los participantes en este torneos son los países miembros de la UNIFAC (en francés: L'Union des fédérations de football d'Afrique centrale):
| - Camerún - Chad | - República del Congo - Guinea Ecuatorial | - Gabón - República Centroafricana |

## Resultados
| Año  | Sede                     | Campeón | Final Resultado      | Subcampeón | Tercer lugar | Resultado            | Cuarto lugar             |
| ---- | ------------------------ | ------- | -------------------- | ---------- | ------------ | -------------------- | ------------------------ |
| 1984 | Congo                    | Camerún | 2 - 2 5 - 4 pen.     | Congo      | Gabón        | 2 - 2                | República Centroafricana |
| 1985 | Gabón                    | Gabón   | 3 - 0                | Congo      | Camerún      | 2 - 1                | Chad                     |
| 1986 | Guinea Ecuatorial        | Camerún | 4 - 1                | Chad       | Gabón        | -                    | Congo                    |
| 1987 | Chad                     | Camerún | 1 - 0                | Chad       | Gabón        | 0 - 0 4 - 3 pen.     | Guinea Ecuatorial        |
| 1988 | Camerún                  | Gabón   | 1 - 0                | Camerún    | Congo        | 3 - 0                | República Centroafricana |
| 1989 | República Centroafricana | Camerún | Clasificación Grupal | Gabón      | Congo        | Clasificación Grupal | Chad                     |
| 1990 | Congo                    | Congo   | 2 - 1                | Camerún    | Chad         | 2 - 1                | Gabón                    |

## Títulos
| Equipo                   | Campeón                    | Subcampeón     | Tercer lugar         | Cuarto lugar   |
| ------------------------ | -------------------------- | -------------- | -------------------- | -------------- |
| Camerún                  | 4 (1984, 1986, 1987, 1989) | 2 (1988, 1990) | 1 (1985)             |                |
| Gabón                    | 2 (1985, 1988)             | 1 (1989)       | 3 (1984, 1986, 1987) | 1 (1990)       |
| Congo                    | 1 (1990)                   | 2 (1984, 1985) | 2 (1988, 1989)       | 1 (1986)       |
| Chad                     |                            | 2 (1986, 1987) | 1 (1990)             | 2 (1985, 1989) |
| República Centroafricana |                            |                |                      | 2 (1984, 1988) |
| Guinea Ecuatorial        |                            |                |                      | 1 (1987)       |